# 森毅
森 毅（もり つよし、1928年1月10日 - 2010年7月24日）は、日本の数学者、評論家、エッセイスト。京都大学名誉教授。専攻は、関数空間の解析の位相的研究。「一刀斎」と号した。

## 来歴・人物
東京府荏原郡入新井町（現：東京都大田区）生まれ、大阪府豊中市育ち。大学教授時代より亡くなるまで京都府八幡市に在住した。
小学生の頃から塾へ通うなどしていたが、「戦時中、ぼくはというと、自他共に許す非国民少年で、迫害のかぎりを受けた不良優等生、要領と度胸だけは抜群の受験名人、それに極端に運がよくって、すべての入試をチョロマカシでくぐりぬけた」という（本人著『数学受験術指南』より）。
大阪府立北野中学校（旧制）（現：北野高校）在学中から数学が得意であった。その後、旧制第三高等学校（現：京都大学総合人間学部）へ進学。受験した理由は戦時下にあって最もリベラルが残っている、と評判であったからだそうだ。萩原延壽とは三高時代の同級生で親交深かった。
在学中の二年生の時に終戦を迎え、東京帝国大学理学部数学科へ進学。この頃は、東大では医学部よりも理学部物理学科の方が難関であったらしく、「数学科なんて入りやすいほうだった（同著）という。東京大学在学中は歌舞伎、三味線、宝塚歌劇団に熱中した。北海道大学理学部助手を務めた後、1957年京都大学教養部助教授に就任。1971年、教授昇任の審査の際に、助教授就任後の数学者としての業績は論文が2本だけだったため、「これほど業績がない人物を教授にしてよいのか」と問題になったが、「こういう人物がひとりくらい教授であっても良い」ということで京都大学の教授となった。京大時代は名物教授の一人として人気を博す。大学内では「一匹コウモリ」と呼ばれ、森本人も公認していた。京都大学退官後は「人生20年4回説」を唱え、定年後の老後の生き方について数多くの提言を行った。
コラムニスト・エッセイストとして、新聞・テレビなどのマスコミでも広く活躍した。40代半ばから一般向けの数学の本で知られ、1981年刊行の『数学受験術指南』はロングセラーとなった。浅田彰は森に数学を習い、ニューアカ・ブームの当時は盛んに森を称揚していた。文学・哲学についても造詣が深く、『ちくま文学の森』『ちくま哲学の森』などの編集に加わった。
数学教育に関しては、民間の教育団体である数学教育協議会の活動に深く関わった。「エリートは育てるもんやない、勝手に育つもんや」というのが教育に関する持論だった。
2009年2月27日、一人暮らししていた八幡市内の自宅で卵料理を作っていた最中に、ガスコンロの火が着ていた衣服に燃え移り、腕、胸、背中など全身の30パーセント以上に大火傷の重傷を負った。
2010年7月24日午後7時30分、敗血症性ショックのため大阪府寝屋川市内の病院で死去。

## 略歴
- 大阪府立北野中学校（旧制）（現：大阪府立北野高等学校）卒業
- 第三高等学校（現：京都大学総合人間学部）卒業
- 1950年 東京大学理学部数学科卒業
- 1951年 北海道大学理学部助手
- 1957年 京都大学教養部助教授
- 1971年 京都大学教養部教授
- 1991年 退官、京都大学名誉教授

## 主要な研究論文
- On the group structure of Boolean lattices. Proc., Japan. Acad. 32 (1956), pp. 423-425
- Topological structures in ordered linear spaces. (with Ichiro Amemiya), J. Math. Soc. Jp., vol. 9  (1957), pp. 131-142.
- 位相線形空間、--Lebesgue積分論とBanach空間論の発展として--, 数学, vol.12 (1960), pp. 210-225.

## 著書
- 『マトリックス』明治図書出版（現代数学入門シリーズ）1964
- 『数学的思考 その論理と構造』明治図書出版 1964 のち講談社学術文庫
- 『算数教育の基礎理論』明治図書出版 1965
- 『ベクトル解析 多変関数の微分・積分』国土社 1966
- 『大学教育と数学』総合図書 1967
- 『現代の古典解析-微積分基礎課程』現代数学社 1970 のちちくま学芸文庫
- 『数学の歴史』紀伊国屋新書 1970 のち講談社学術文庫
- 『数学で何を学ぶか』講談社現代新書 1971
- 『数学文化の歴史と教育』国土社・新書 1971
- 『有限の数学 新しい集合論』明治図書出版 1971
- 『異説数学者列伝』蒼樹書房 1973 のちちくま文庫
- 『解析学』日本放送出版協会（現代数学への序章 2）1974
- 『位相のこころ 位相空間論と関数解析のために』現代数学社 1975 のちちくま学芸文庫
- 『無限集合』共立出版 1976
- 『数学と文化 一刀斎対談』現代数学社 1976
- 『現代数学と数学教育』裳華房（基礎数学選書）1976
- 『存在定理』共立出版 1977
- 『学校とテスト』朝日選書 1977
- 『文化の中の数学』新潮選書 1978
- 『微積分の意味』日本評論社 1978
- 『数の現象学』朝日新聞社 1978 のち選書
- 『数学のある風景』海鳴社 1979
- 『エエカゲンが面白い』海鳴社 1979 のちちくま文庫
- 『計算のいらない数学入門 「できる」から「わかる」へ』光文社（カッパ・サイエンス）1980 「魔術から数学へ」講談社学術文庫
- 『線型代数 生態と意味』日本評論社 1980 のちちくま学芸文庫
- 『ものぐさ数学のすすめ』青土社 1980 のち講談社文庫、「ものぐさのすすめ」ちくま文庫
- 『数学受験術指南』中公新書 1981 のち中公文庫
- 『学校ファシズムを蹴っとばせ』太郎次郎社 1981 のち講談社文庫
- 『まちがったっていいじゃないか』創隆社 1981 のちちくま文庫
- 『教育舞芸帳 学校を笑え』太郎次郎社 1982
- 『居なおり数学のすすめ』青土社 1982 のち講談社文庫、「居なおりのすすめ」ちくま文庫
- 『佐保利流数学のすすめ』青土社 1982 のちちくま文庫
- 『おもしろ勉強読本 子供が楽しんで学習する法』PHP研究所 1982 「生きていくのはアンタ自身よ」と改題、文庫
- 『すうがく博物誌』童話屋（美しい数学）1982
- 『数学プレイ・マップ』日本評論社 1983
- 『雑木林の小道』朝日新聞社 1983 「ひとりで渡ればあぶなくない」ちくま文庫
- 『チャランポラン数学のすすめ』青土社 1983 「チャランポランのすすめ」ちくま文庫
- 『気まぐれ数学のすすめ』青土社 1984 「気まぐれのすすめ」ちくま文庫
- 『グッバイ、管理主義 佐保利流学校心得』太郎次郎社 1984
- 『ゆかいな参考書 森毅センセとの論楽塾』径書房 1985
- 『3びきのこぶた』童話屋（美しい数学）1985
- 『世話噺数理巷談（さろんのわだいにすうがくはいかが）対談集』浅田彰編 平凡社 1985 「森毅の学問のススメ」ちくま文庫
- 『はみだし数学のすすめ』青土社 1986 のち講談社+α文庫
- 『逆説っぽく数学のすすめ』青土社 1986
- 『数学近未来』培風館 1986
- 『自分流教育のすすめ』明治図書出版（シリーズ・教育をひらく 1）1986
- 『ムダっぽく数学のすすめ』青土社 1987
- 『数学という文化 佐保利流数学文化論』太郎次郎社 1988
- 『しなやか数学のすすめ』青土社 1988
- 『面白ゆるやか教育のすすめ』明治図書出版（シリーズ・教育をひらく）1988
- 『ほんにゃら数学のすすめ』青土社 1989
- 『関西弁の数学噺 数学世界を散歩する』福武ブックス 1989
- 『指数・対数のはなし』東京図書 1989
- 『あたまをオシャレに 大学番外地から』筑摩書房 1989 のち文庫
- 『悩んでなんぼの青春よ』筑摩書房（ちくまプリマーブックス）1990
- 『一刀斎の古本市』日本評論社 1990 のちちくま文庫
- 『思い出つくれる学校のすすめ』明治図書出版（シリーズ・教育をひらく）1990
- 『僕の選んだ105冊』青土社 1990
- 『ふるさと幻想 数学のすすめno.11』青土社 1990
- 『数学のある社会に生きる』日本評論社 1991
- 『ベンキョーなんか、けっとばせ! やぶにらみ人生相談』創隆社 1991
- 『まあ、ええやないか』青土社 1992 「考えすぎないほうがうまくいく」三笠書房知的生きかた文庫
- 『一刀斎の人生相談』思想の科学社 1992
- 『人生20年説 人は一生に4回生まれ変わる』イースト・プレス 1992 「人は一生に四回生まれ変わる」三笠書房知的生きかた文庫
- 『なんでもありや』青土社 1992
- 『ボクの京大物語』福武書店 1992 のち文庫
- 『森センセイは本日休講 対談集』ベストセラーズ（ワニの本）1992
- 『ゆきあたりばったり文学談義』日本文芸社 1993 のちハルキ文庫
- 『森毅の友達サロン』イースト・プレス 1993
- 『みんなが忘れてしまった大事な話 マイナスが実はプラスなんだという発想』ベストセラーズ（ワニの本）1993 のち文庫
- 『時代のにおい』青土社 1993
- 『快食・快便・快読』青土社 1993
- 『おしゃべりな置きもの』青土社 1993
- 『世紀末のながめ』毎日新聞社 1994
- 『たいくつの美学』青土社 1994
- 『数学と人間の風景』日本放送出版協会 1994 のちNHKライブラリー
- 『あったか～い話  時代の風を楽しみながら生きよう』ベストセラーズ（ワニの本）1994 「変わらなきゃの話」ワニ文庫
- 『時の踊り場』青土社 1994 「二番が一番」小学館文庫
- 『ま、しゃあないか』青土社 1995
  - 「おしゃべりな置きもの」と再編集して「自分は自分「頭ひとつ」でうまくいく」三笠書房知的生きかた文庫
- 『電脳は自由をめざす』読売新聞社 1996
- 『読書の森の散歩道』青土社 1996
- 『無為の境地!』青土社 1998
- 『時代の寸法』文藝春秋 1998
- 『ぼちぼちいこか』実業之日本社 1998
- 『人生忠臣蔵説 年をとるのが愉しくなる本』ベストセラーズ 1998
- 『ぼけとはモダニズムのこっちゃ』青土社 1999
- 『自由を生きる 人生は芸能、そしてゲームだ』東京新聞出版局 1999
- 『東大が倒産する日』豊田充聞き手　旺文社 1999 のちちくま文庫
- 『ええかげん社交術』2000 角川oneテーマ21
- 『息子、娘に頼らず老後を楽しく生きる法』2000 中経出版
- 『社交主義でいこか』青土社 2000
- 『21世紀の歩き方』青土社 2002
- 『元気がなくてもええやんか』青土社 2003
- 『ぼくはいくじなしと、ここに宣言する』青土社 2006
- 『もうろくの詩』青土社、2008
- 『森毅の置き土産 傑作選集』池内紀編 青土社 2010
- 『一刀斎、最後の戯事』福井直秀編 平凡社 2010
- 『森毅ベスト・エッセイ』池内紀編 筑摩書房 ちくま文庫 2019

### 共著
- 『数学の世界 それは現代人に何を意味するか』竹内啓対談 中公新書 1973、中公文庫 2022
- 『元気が出る教育の話 学校・世の中・自分』斎藤次郎対談 中公新書 1982
- 『数学大明神』安野光雅対談 日本評論社 1982 のち新潮文庫、ちくま文庫、ちくま学芸文庫
- 『ことばを豊かにする教育』鶴見俊輔対談 明治図書出版、1989
- 『森毅・福原義春らくらく対談 ええ加減が仕事の極意』明日香出版社 1993
- 『日本文化の現在』鶴見俊輔対談 潮出版社 1993
- 『森毅・福原義春いきいき対談 柔らかい生き方をしよう』明日香出版社 1994
- 『真剣な対話 智の行者と炎の行者曼荼羅談義』池口恵観 紫翠会出版 1996
- 『寄り道して考える』養老孟司対談 PHP研究所 1996 のち文庫
- 『明日をよむ商い文化の時代 21世紀への異色対談』中内㓛 未来文化社 1997
- 『学ぶ力』河合隼雄、工藤直子、佐伯胖 岩波書店 2004
- 『人生に退屈しない知恵』鶴見俊輔 編集グループSURE 2009

## 翻訳
- 『現代解析の基礎』1-4 ディユドネ 東京図書 1971-74
- 『数学原論』「位相」第1巻 ブルバキ 東京図書 1968
- 『抽象空間論』モーリス・ルネ・フレシェ 共立出版 1987（訳・解説・討論）

## 編著
- 『量の授業』明治図書出版 1964
- 『解析幾何学』安藤洋美共編 明治図書出版 1967
- 『量数概論』市川徹共編 明治図書出版 1968
- 『数量関係指導の現代化』内藤久夫共編 明治図書出版 1969
- 『現代数学への道』銀林浩共著 国土社 1970
- 『キノコの不思議 「大地の贈り物」を100%楽しむ法』光文社 1986（カッパ・サイエンス） のち文庫
- 『ことばを豊かにする教育』鶴見俊輔共編 明治図書出版 1989（シリーズ・教育をひらく）
- 『ちくま文学の森』（安野光雅、井上ひさし・池内紀共編） 筑摩書房、1988年〜
- 『ちくま哲学の森』（鶴見俊輔、安野光雅、井上ひさし・池内紀共編） 筑摩書房、1989年〜
- 『ちくま日本文学全集』『ちくま日本文学』（安野光雅・池内紀・井上ひさし・鶴見俊輔共編） 筑摩書房、1991年〜
- 『新・ちくま文学の森』（鶴見俊輔、安野光雅、井上ひさし・池内紀共編） 筑摩書房、1994年〜
- 『日本の名随筆』別巻 52「学校」作品社 1995

## 出演
主にゲストとして出演。
- おかあさんの勉強室 (NHK)
- ETV8 (NHK)
- NHK人間大学 (NHK)
- タモリの新・哲学大王!（フジテレビ）
- ビートたけしのTVタックル（テレビ朝日）

## CM
- キリンポストウォーター（1992年、キリンビール後にキリンビバレッジ）[7]
- 「阪神淡路大震災激励」（1995年、公共広告機構・現ACジャパン）
- MX-T GREEN（1997年、MICHELIN）

## エピソード
『ちくま文学の森』の編集会議の際、森が「ボンテンペルリはええよ」「ピチグリッリ (Pitigrilli) もよかったなあ」とつぶやいたが、この際博覧強記な他の編集委員の面々も驚愕した。その2人の作家は、森が戦後の学生時代、闇市の古本屋で買ったイタリアの作家たちであった。彼らの作品は『ちくま文学の森』に収録され、ボンテンペルリについては、ちくま文庫からマッシモ・ボンテンペルリ『わが夢の女』として刊行された。